# Парди (Мисури)
Парди (енгл. Purdy) град је у америчкој савезној држави Мисури.

## Демографија
По попису из 2010. године број становника је 1.098, што је 5 (-0,5%) становника мање него 2000. године.
| Група             | 2000.       | 2010.       |
| Белци             | 873 (79,1%) | 770 (70,1%) |
| Афроамериканци    | 1 (0,1%)    | 0 (0,0%)    |
| Азијати           | 2 (0,2%)    | 17 (1,5%)   |
| Хиспаноамериканци | 199 (18,0%) | 285 (26,0%) |
| Укупно            | 1.103       | 1.098       |